# Niet-geregistreerd gebruik
Het niet-geregistreerd gebruik of offlabel gebruik van een geneesmiddel is het toepassen van een geneesmiddel voor een indicatie  of in een dosering waarvoor het geneesmiddel niet geregistreerd werd. Wanneer een geregistreerd middel wordt voorgeschreven voor indicaties, in doseringen en voor patiëntengroepen die niet zijn vermeld in de productinformatie, spreekt men van offlabel voorschrijven. 
Naar schatting is in Nederland 50% van het geneesmiddelengebruik offlabel.
Bij diergeneesmiddelen voor voedselproducerende dieren is dergelijk gebruik soms illegaal omwille van voedselveiligheidsreglementeringen.

## Redenen voor offlabel gebruik
Om een middel voor een indicatie te laten registreren, moet de fabrikant financieel investeren en onderzoek doen. Naarmate de datum dat het patent verloopt, dichterbij komt, is de kans dat hij die investeringen nog terugverdient, kleiner. Intussen kan in de literatuur onderzoek verschijnen over de resultaten van dit middel bij andere aandoeningen dan aanvankelijk werd verwacht. Dit onderzoek kan vervolgens in richtlijnen en standaarden vermeld worden. Officieel mogen artsen alleen offlabel voorschrijven als dit ondersteund wordt door een door de beroepsgroep geaccepteerde richtlijn en als de patiënt na goed geïnformeerd te zijn, hiermee instemt. Op 19 december 2014 deed de Hoge Raad een belangrijke uitspraak over leeftijd als een off-labelcriterium bij het geneesmiddel Bosentan.

## Wetgeving Nederland
In Nederland is offlabel gebruik van geneesmiddelen geregeld in artikel 68 van de Geneesmiddelenwet:

Het buiten de door het College geregistreerde indicaties voorschrijven van geneesmiddelen is alleen geoorloofd wanneer daarover binnen de beroepsgroep protocollen of standaarden zijn ontwikkeld. Als de protocollen en standaarden nog in ontwikkeling zijn, is overleg tussen de behandelend arts en apotheker noodzakelijk.

Deze passage werd opgenomen in de Geneesmiddelenwet na aanvaarden van het amendement (Kamerstukken II 2005/06, 29 359, nr. 57) van Edith Schippers, Siem Buijs en Fatma Koşer Kaya).
In 2011 werd voor 44 geneesmiddelen verplicht gesteld de indicatie op het recept te vermelden. Per 1 augustus 2013 werd dit aantal weer teruggebracht tot 23.

## Het bestaan van standaarden, toegestaan offlabel gebruik
Een gepropageerd offlabel gebruik is dat van nortriptyline bij roken. Ook de toepassing van midazolam is als een niet-geregistreerd gebruik opgenomen in de richtlijn van het KNMG inzake palliatieve sedatie.
Ook het niet-geregistreerde gebruik van bevacizumab wordt om kostenoverweging door CVZ gepropageerd bij de behandeling van neovasculaire, natte leeftijdsgebonden maculadegeneratie ten koste van het geregistreerde ranibizumab.
Per 2015 zal ranibizumab niet meer worden vergoed. In een Cochrane review bleken beide middelen even veilig.
Diane en Diane 35, geregistreerde, maar omstreden geneesmiddelen tegen acne en overbeharing, worden vaak gebruikt als anticonceptiemiddel.

## Rapporten
Het Nederlandse RIVM bracht op 9 januari 2008 een lijvig rapport uit, waarin de gehele problematiek werd beschreven. Op 17 januari 2018 volgde een vervolgstudie. Duidelijk werd dat ook de prijs een belangrijke rol is gaan spelen.

## Rol Inspectie voor de Gezondheidszorg in Nederland
De Inspectie voor de Gezondheidszorg legde in 2011 de firma Allergan een boete op van 45.000 euro voor het illegaal promoten van het offlabel gebruik van hun middel Botox. In de Verenigde Staten bedroeg deze boete 600 miljoen dollar.

## Rol Medisch Tuchtcollege
Op 28 september 2002 legde het Nederlandse Regionaal medisch tuchtcollege te Zwolle een voormalig huisarts een waarschuwing op, inzake het buiten de geregistreerde indicatie voorschrijven en toepassen van HCG bij overgewicht. Op 23 oktober 2003 werd het hoger beroep door het Centraal Medisch Tuchtcollege verworpen, waardoor de veroordeling in stand bleef.
Op 24 december 2009 beantwoordde de minister van VWS Kamervragen over dit offlabel gebruik. Het televisieprogramma Kassa had acht afslankmethodes vergeleken, waaronder de verboden off-label-HCG-methode.

## De situatie in de Verenigde Staten
De FDA is veel feller in het bewaken van de geregistreerde indicaties. Enkele voorbeelden:
- In 2012 betaalde GlaxoSmithKline 3 miljard dollar om diverse Amerikaanse fraudeonderzoeken af te sluiten.[17] De belangrijkste schikking betrof 3 geneesmiddelen die illegaal door  de firma werden aangeprezen voor niet geregistreerd gebruik. Ook veiligheidsgegevens werden achtergehouden. Deze schikking is de grootste ooit.
- Eerder betaalde Pfizer al 2,3 miljard dollar in 2009.[18] Vier jaar later ging de firma opnieuw in de fout met een boete van 451 miljoen dollar.[19]
- De firma Eli-Lilly betaalde in 2009 een boete van 1,4 miljard dollar wegens het offlabel promoten van haar Zyprexa.
- De firma Amgen kreeg een boete van 760 miljoen dollar in 2012 voor offlabel promoten van haar medicijn Aranesp.[20]
- Ook in 2012 betaalde de firma Abbott een afkoopsom van 1,5 miljard dollar.[21]
- November 2013 betaalde Johnson & Johnson een schikking van 2,2 miljard dollar vanwege het aanprijzen van receptgeneesmiddelen buiten de geregistreerde indicatie.[22]